# 바롤로

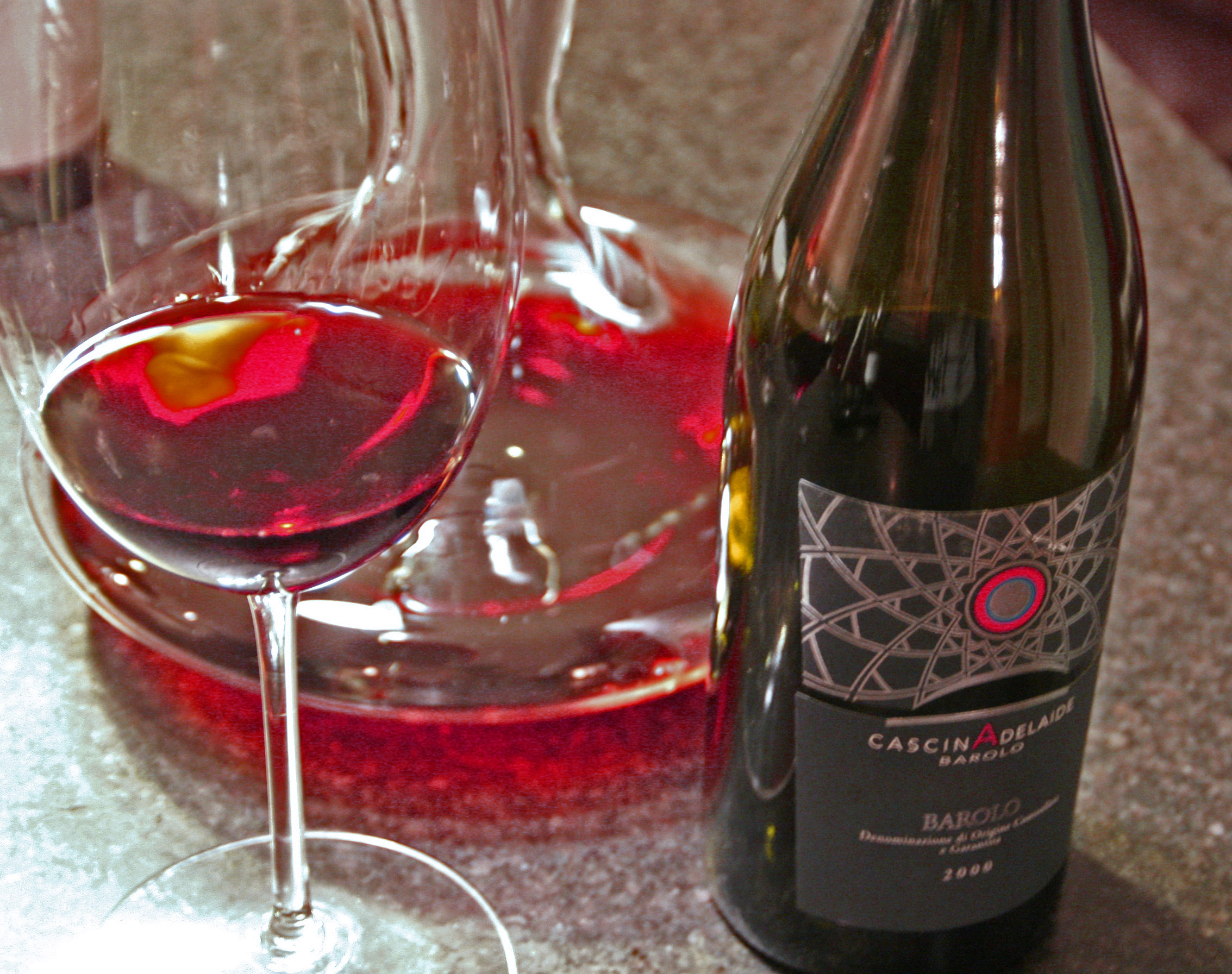
바롤로는 밝은 색과 불투명도의 부재가 특징이다.

바롤로(Barolo)는 적포도주이자 데노미나치오네 디 오리지네 콘트롤라타(DOCG)로서, 이탈리아 북부 피에몬테주에서 생산된다. 이탈리아 최고의 포도주로 기술되곤 한다.
바롤로는 타르와 장미의 아로마를 갖는 것으로 설명되며 포도주들은 숙성이 가능하기에 숙성될수록 녹슨 붉은 빛깔을 내는 것이 보통이다. 바롤로는 출시 전 수확 이후 적어도 36개월은 숙성해야 하며, 그 중 최소 18개월은 나무 안에 있어야 한다. 출시 전 최소 5년 숙성되면 포도주의 레이블에 Riserva를 붙일 수 있다.